# 非鳥條款
非鳥條款（英語：Non-Bird exception）是一個有關於NBA各球團與球員之間簽下無視球隊薪金上限合約之特例條款的一種。與拉里·伯德條款、早鳥條款內容大致相同，是可以讓球團無視球隊薪金上限簽下球員。

## 條款內容
那些不适用于伯德条款和早鸟条款的自由球员可以使用非鸟条款，在此条款下，球队可以無視球隊薪金上限与自己球队的自由球员重新签约，合同最长为4年。且第一年的薪資以該球員上季薪資的1.2倍為準、或是聯盟最低薪資﹝也就是底薪特例的價碼﹞的1.2倍、或是Qualify Offer的規定薪水﹝如果該球員為受限自由球員的話﹞，三者取較高者為非鳥條款合約的第一年薪水，每年的薪資漲幅與拉里·伯德條款、早鳥條款稍微不同，最高不可以超過8%。（拉里·伯德條款、早鳥條款為10.5%）（原在NBA的勞資雙方協議中，只要球團中所有球員的總薪資超過球隊薪金上限，則球團無法與任何其他自由球員簽約）。

## 與非鳥條款相關之特殊條款
- 拉里·伯德條款（Larry Bird exception）
- 早鳥條款（Early-Bird exception）

## 外部連結
- NBA Salary Cap 101 (英文網站) （页面存档备份，存于）
- NBA Players' Association CBA page (英文網站)